# Saison 2019-2020 du Valenciennes FC
Maillots
Chronologie
Saison précédente Saison suivante
Après une treizième place obtenue l'année précédente, la saison 2019-2020 du Valenciennes FC est la sixième consécutive en Ligue 2.

## Avant-saison

### Matchs amicaux de préparation
La reprise de l'entraînement est fixée au 17 juin au Mont Houy. Un match de préparation devait opposer le VAFC à Chambly le 28 juin mais fut annulé en raison de la canicule.
| Date                     | Adversaire              | Lieu                 | Score | Buteurs pour Valenciennes | Buteurs adverses |
| ------------------------ | ----------------------- | -------------------- | ----- | ------------------------- | ---------------- |
| Mercredi 3 juillet 2019  | Sélection de La Réunion | Dutemple             | 1 - 2 | Boutoutaou 61e            | 80e (pen.) 81e   |
| Samedi 6 juillet 2019    | KV Courtrai             | Harelbeke            | 1 - 1 | Romil 26e                 | Ajagun 3e        |
| Mardi 9 juillet 2019     | K Beerschot VA          | Doorwerth            | 0 - 0 |                           |                  |
| Samedi 13 juillet 2019   | Antwerp FC              | Anvers               | 0 - 0 |                           |                  |
| Vendredi 19 juillet 2019 | Amiens SC               | Saint-Amand-les-Eaux | 1 - 0 | Fedele 21e                |                  |

### Transferts

#### Mercato d'été
Plusieurs joueurs arrivent en fin de contrat en juin 2019 et quittent ainsi le VAFC. Il s'agit du capitaine Sébastien Roudet, Florian Raspentino et Loïc Nestor (ils rejoignent tous les deux le Grenoble Foot), Thiago, Lucas Ribeiro Costa et le 3e gardien Thomas Vincensini (RC Lens). Johann Ramaré décide lui de prendre sa retraite et devient entraîneur adjoint des U17 du Stade brestois. Les joueurs prêtés la saison précédente retournent quant à eux dans leur club respectif, il s'agit de Gaëtan Robail, Saliou Ciss, Sikou Niakaté, Nathaël Julan et Eden Massouema.
Le 12 juin, le VAFC annonce le départ de Tony Mauricio vers le RC Lens. Les Valenciennois voient ainsi le départ de leur quatuor offensif Raspentino-Roudet-Robail-Mauricio responsable de 32 buts et 19 passes décisives la saison dernière.
Dans le sens des arrivées, le nouvel entraîneur Olivier Guégan recrute deux joueurs qu'il avait sous ses ordres à Grenoble : le défenseur central Maxime Spano-Rahou et l'ailier Malek Chergui. Les deux hommes s'engagent libre respectivement pour trois ans et deux ans. Le club recrute un nouveau gardien en la personne de Jérôme Prior puis le milieu suisse Matteo Fedele. Pour renforcer son attaque, le VAFC décide de rappeler un de ses anciens éléments : Teddy Chevalier qui avait évolué avec l'équipe réserve en 2006-2007.
Par ailleurs, le VAFC enregistre les prêts de Baptiste Guillaume qui tentera de se relancer après deux saisons décevantes en Ligue 1 ainsi que les jeunes Gauthier Hein et Lilian Brassier.

## Compétitions

### Ligue 2
Le 13 mars 2020, à partir de la 29e journée, la Ligue de football professionnel (LFP) suspend jusqu'à nouvel ordre, les matchs de Ligue 1 et Ligue 2 en raison de la pandémie de coronavirus.
Le 28 avril 2020, Édouard Philippe annonce dans un discours à l'Assemblée nationale que la saison 2019-2020 des compétitions sportives en France ne pourra pas reprendre. Le 30 avril, le conseil d'administration de la LFP vote la fin officielle des championnats de Ligue 1 et Ligue 2.

#### Classement
Extrait du classement de Ligue 2 2019-2020 :
| Rang | Équipe           | Pts | J  | G  | N  | P | Bp | Bc | Diff |
| ---- | ---------------- | --- | -- | -- | -- | - | -- | -- | ---- |
| 5    | Clermont Foot 63 | 50  | 28 | 14 | 8  | 6 | 35 | 25 | +10  |
| 6    | Le Havre AC      | 44  | 28 | 11 | 11 | 6 | 38 | 25 | +13  |
| 7    | Valenciennes FC  | 42  | 28 | 11 | 9  | 8 | 24 | 20 | +4   |
| 8    | EA Guingamp R    | 39  | 28 | 10 | 9  | 9 | 40 | 33 | +7   |
| 9    | Grenoble Foot 38 | 35  | 28 | 7  | 14 | 7 | 27 | 29 | −2   |

#### Évolution du classement et des résultats
| Journée  | 1  | 2  | 3  | 4 | 5 | 6 | 7 | 8 | 9 | 10 | 11 | 12 | 13 | 14 | 15 | 16 | 17 | 18 | 20 | 19 | 21 | 22 | 23 | 24 | 25 | 26 | 27 | 28 | 29 | 30 | 31 | 32 | 33 | 34 | 35 | 36 | 37 | 38 | Journées en tête | Journées promouvables | Journées barragistes de promotion | Journées barragistes de relégation | Journées relégables |
| -------- | -- | -- | -- | - | - | - | - | - | - | -- | -- | -- | -- | -- | -- | -- | -- | -- | -- | -- | -- | -- | -- | -- | -- | -- | -- | -- | -- | -- | -- | -- | -- | -- | -- | -- | -- | -- | ---------------- | --------------------- | --------------------------------- | ---------------------------------- | ------------------- |
| Rang     | 16 | 13 | 10 | 9 | 5 | 3 | 3 | 4 | 8 | 11 | 10 | 11 | 12 | 13 | 11 | 9  | 9  | 8  | 5  | 8  | 7  | 7  | 7  | 8  | 8  | 8  | 8  | 7  |    |    |    |    |    |    |    |    |    |    | 0                | 0                     | 5                                 | 0                                  | 0                   |
| Résultat | D  | N  | G  | G | G | G | N | N | D | D  | N  | N  | D  | D  | G  | G  | N  | G  | G  | D  | G  | N  | N  | D  | G  | D  | N  | G  |    |    |    |    |    |    |    |    |    |    | —                | —                     | —                                 | —                                  | —                   |

## Joueurs et encadrement technique

### Encadrement technique
Après moins de deux ans passés à la tête de l'équipe première du VAFC Réginald Ray ne prolonge pas son contrat et il est remplacé par Olivier Guégan qui signe un contrat de deux ans. Il est assisté de Nicolas Rabuel et Ahmed Kantari.
Le Valenciennois Jérémie Janot revient dans sa ville natale pour occuper le poste d’entraîneur des gardiens. Emmanuel Vallance devient lui le nouveau préparateur physique.

### Statistiques individuelles

#### Classement des buteurs
Ce tableau regroupe l'ensemble des buteurs du VAFC en Ligue 2.
| Pl. | Buteurs            | Buts |
| --- | ------------------ | ---- |
| 1   | Teddy Chevalier    | 12   |
| 2   | Malek Chergui      | 3    |
| 3   | Baptiste Guillaume | 2    |
| 4   | Kévin Cabral       | 1    |
| 4   | Joffrey Cuffaut    | 1    |
| 4   | Sessi d'Almeida    | 1    |
| 4   | Noah Diliberto     | 1    |
| 4   | Laurent Dos Santos | 1    |
| 4   | Gauthier Hein      | 1    |
| 4   | Jorris Romil       | 1    |

#### Classement des passeurs décisifs
Ce tableau regroupe l'ensemble des passeurs du VAFC en Ligue 2.
| Pl. | Passeurs           | Passes |
| --- | ------------------ | ------ |
| 1   | Lilian Brassier    | 2      |
| 1   | Kévin Cabral       | 2      |
| 1   | Malek Chergui      | 2      |
| 4   | Steve Ambri        | 1      |
| 4   | Noah Diliberto     | 1      |
| 4   | Laurent Dos Santos | 1      |
| 4   | Matteo Fedele      | 1      |
| 4   | Baptiste Guillaume | 1      |

### Récompenses et distinctions
Le club fait voter ses supporters pour désigner un joueur du mois parmi l'effectif du VAFC.
| Mois      | Vainqueurs      | Mois    | Vainqueurs    |
| --------- | --------------- | ------- | ------------- |
| Août      | Sessi d'Almeida | Janvier | Jérôme Prior  |
| Septembre | Sessi d'Almeida | Février | Malek Chergui |
| Octobre   | Emmanuel Ntim   |         |               |
| Novembre  | Teddy Chevalier |         |               |
| Décembre  | Teddy Chevalier |         |               |

## Équipe réserve
L'équipe réserve évolue en National 3 en 2019-2020. Elle est entraînée par Christophe Delmotte. Les Valenciennois terminent à la 6e place du championnat.

## Section féminine
La section féminine du VAFC termine à la 2e place du championnat de Régional 1.